# Amatriciana
La sauce amatriciana (italien : sugo all'amatriciana) est une préparation culinaire italienne pour les pâtes, originaire de la petite ville d'Amatrice, à la limite du Latium et des Abruzzes, devenue un classique de la gastronomie romaine et des Abruzzes. Elle tire son origine d'une préparation rustique, dite alla gricia, plat de berger, réalisée uniquement à base de produits secs : charcuterie, fromage et pâtes. Ses ingrédients originaux sont le guanciale (joue de porc salée) et le pecorino romano (fromage de brebis), spécialités de la région d'Amatrice.
La recette a par la suite connu un succès international et, à cette base antique, se sont ajoutés la tomate et le piment, ainsi que l'oignon que l'on retrouve la plupart du temps dans les recettes modernes. Les pâtes traditionnellement utilisées pour une véritable amatriciana sont les spaghetti. À défaut, des bucatini, ou même certaines pâtes courtes, comme des penne ou des rigatoni, peuvent être employées.

## Origines
L'amatriciana trouve son origine dans une recette appelée pasta alla gricia. Dans la Rome pontificale, les grici étaient des vendeurs de denrées alimentaires courantes, et ils ont reçu ce nom parce que beaucoup d'entre eux venaient de la Valteline, à l'époque possession du canton suisse de Grigioni. Selon une autre hypothèse, le nom proviendrait du hameau de Grisciano, dans la commune d'Accumoli, près d'Amatrice. La sauce — aujourd'hui également appelée amatriciana bianca — était (et est toujours) préparée avec de la guanciale (joue de porc séchée) et du pecorino romano râpé ; à un moment donné[Quand ?], un peu d'huile d'olive a été ajoutée à la recette. Dans les années 1960, la sauce amatriciana était encore préparée de cette manière à Amatrice même.
L'invention des premières sauces tomate (et la date vraisemblablement la plus ancienne pour l'introduction de la tomate a la gricia, créant l’amatriciana) remonte à la fin du XVIIIe siècle. La première trace écrite de pâtes à la sauce tomate se trouve dans le livre de cuisine L'Apicio Moderno de 1790 du chef romain Francesco Leonardi.
La recette de l’amatriciana est devenue de plus en plus célèbre à Rome au cours du XIXe siècle et au début du XXe siècle, en raison du lien séculaire entre Rome et Amatrice. La recette a été extrêmement bien accueillie et a rapidement été considérée comme un classique de la cuisine romaine, même si son origine est ailleurs. Le nom du plat dans le dialecte romanesco est finalement devenu matriciana en raison de l'aphérèse typique de ce dialecte.
Si la gricia sans tomate est encore préparée dans le centre de l'Italie, c'est l’amatriciana enrichie en tomates qui est plus connue dans toute l'Italie et exportée partout.
Alors qu'à Amatrice, le plat est préparé avec des spaghettis, l'utilisation de bucatini est devenue extrêmement courante à Rome et est désormais prédominante. D'autres types de pâtes sèches (notamment les rigatoni) sont également utilisés, tandis que les pâtes fraîches sont généralement évitées.

## Variantes
La recette est connue sous plusieurs variantes qui dépendent, entre autres, de la disponibilité locale de certains ingrédients. À Amatrice, l'utilisation du guanciale et de la tomate, l'oignon n'est pas favorisée, mais elle est indiquée dans les manuels classiques de la cuisine romaine, Pour la friture, l'huile d'olive est le plus souvent utilisée, mais le strutto (saindoux de porc en conserve) est également utilisé. À Amatrice, le pecorino local est parfois utilisé comme fromage.